# Andrássy Gyula Budapesti Német Nyelvű Egyetem

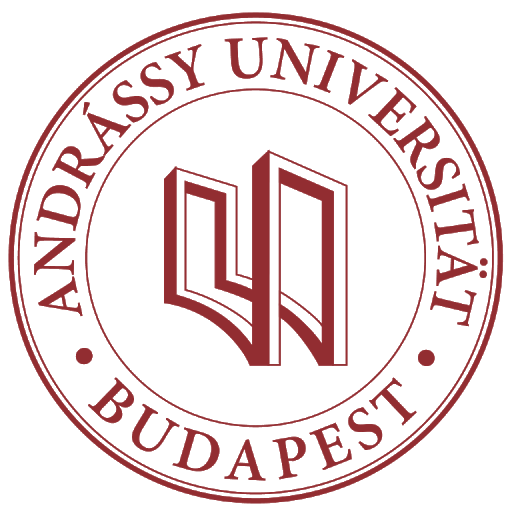
Andrássy Universität Budapest logo

Az Andrássy Gyula Német Nyelvű Egyetem (röviden: ANNYE, németül Andrássy Gyula Deutschsprachige Universität Budapest, röviden: AUB) nevű budapesti székhelyű felsőoktatási intézmény 2002 óta kínál német nyelven mester- és szakirányú továbbképzéseket; 2025-től kezdve pedig már alapképzést is kínál, ugyancsak német nyelven. Ez az első teljesen német nyelvű felsőoktatási intézmény, melyet német nyelvterületen kívül alapítottak. Időközben a részben német nyelvű intézmények száma gyarapodott.
Európai egyetemként az Andrássy Egyetemet öt partnerállam (Németország, Bajorország, Baden-Württemberg, Ausztria és Magyarország) finanszírozza.

## Történet
Az egyetem első évfolyama 2002 szeptemberében kezdte meg tanulmányait, ám ezt egy néhány éves előkészítő folyamat előzte meg, amely nem volt mentes a nehézségektől. Az ötlet Magyarországról származott. A folyamatot elindító és támogató országok vezetői (a magyar, a bajor és a baden-württembergi miniszterelnök, valamint az osztrák kancellár) 2001. március 22-én írták alá az ún. Ulmi Nyilatkozatot (Ulmer Erklärung), amely az intézmény alapításának szándékát foglalta írásba. Április 13-án vették jegyzékbe az egyetem fenntartásáért felelős alapítványt (Közalapítvány a Budapesti Német Nyelvű Egyetemért), majd a június 19-én kelt 2001. évi LXVI. törvény az állami elismerést rögzítette. 2002 első hónapjaiban megtervezték az akkor még négy szak alapjait, május 14-én az egyetemi szenátus döntött a professzori és tanári állások betöltéséről. Az első felvételi vizsga 2002. július 2-án zajlott, és 65-en kezdték meg tanulmányaikat a négy szakon. Pár éven belül a hallgatók száma megsokszorozódott, a 2003/2004-es tanév őszi félévében már 120-an tanultak itt, 2006-ban 130-an, 2009 őszén 138-an.
Az egyetem névadója, gróf Andrássy Gyula (1823–1890) miniszterelnök, honvédelmi miniszter és 1871-től az Osztrák-Magyar Monarchia külügyminisztere, az alkotmányos állam és a parlamentarizmus elkötelezett támogatója volt. Miniszterelnökként jelentős szerepe volt a magyar közigazgatás újjáépítésében. Hivatali ideje alatt zajlott le a közigazgatás és az igazságügy szétválása, amely egy modern, polgári és parlamentáris rendszer alapkövének letételét tette lehetővé. Ekkor született többek között az Európában egyedülálló nemzetiségi törvény is. Gróf Andrássy Gyula külügyminiszterként jó kapcsolatot alakított ki Olaszországgal és a Német Császársággal: ezen kezdeményezéseivel próbált a Monarchia külpolitikai elszigeteltsége ellen tenni. Különösen fontos megemlíteni külpolitikai sikereit az 1878-as Berlini Kongresszuson.
Andrássy gróf a 19. század egyik legjelentősebb diplomatája volt. Sikeresen hozta összhangba a Magyarországhoz való kötődést az európai világképpel és gondolkodásmóddal. Az ő nevét viselve szeretné az Andrássy Egyetem ezt a gondolatot közvetíteni és erősíteni.
Az egyetem jelképe a stilizált Erzsébet híd, Budapesten. 1903-ban a Wittelsbach-ház bajor hercegnőjéről, Wittelsbach Erzsébet magyar királynéről, „(Sissi)” nevezték el, aki legjelentősebb szimbóluma lett az osztrák császárság és a magyar királyság közötti kapcsolatnak. A hidat 1945-ben felrobbantották a visszavonuló németek, majd 1964 késő őszén készült el az új híd, amely az eredeti pilléreket is felhasználta. Érdekesség, hogy az új Erzsébet hidat a Mülheimi híd alapján tervezte meg Sávoly Pál. Az egyetem honlapján is olvasható: „A pecsét szimbolizálja Európában a jövő horizontjait, amelyben központi feladatot kap a német nyelvű kulturális tér és így az AUB: földrajzi-kulturális, tudományos-tudományos, európai-politikai.” Az egyetem logóját és grafikai arculatát Krnács Ágota tervezte 2002-ben, amelyet még abban az évben a XIII. Tervezőgrafikai Biennáléra is bezsűriztek. Azóta az egyetem hivatalos elnevezése és a logó tipográfiája változott, de a híd motívum megmaradt.

## Finanszírozás
Az oktatás a kezdeti években költségtérítéses volt, de 2011-től államilag finanszírozott helyek is elérhetőek az intézményben. Az egyetem finanszírozását elsősorban az egyes partnerországok – Magyarország, Németország (ezen belül kiemelten Bajorország és Baden-Württemberg tartományok) és Ausztria állami támogatása biztosítja, melyet további szponzorok egészítenek ki. A különleges törvényi státusz 2010-ben megszűnt, és az egyetem beépült a magyar felsőoktatási rendszerbe. A hallgatókat több ösztöndíj mentesíti a tandíjfizetés alól.

## Vezetőség
Rektor: Pállinger Tibor Zoltán
Rektorhelyettesek: Bos Ellen és Okruch Stefan
Kancellár: Dobrin Gabriella

## Képzések
Alapképzés:

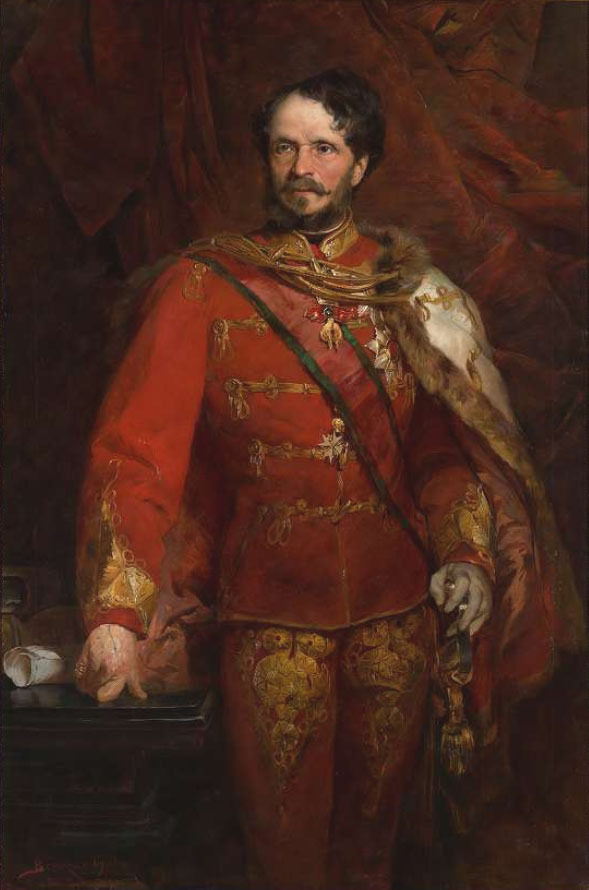
Andrássy Gyula gróf, Benczúr Gyula festménye

- nemzetközi tanulmányok (német nyelven)

Mesterképzések:
- európai és nemzetközi igazgatás (német nyelven)
- Közép-Európa tanulmányok (német nyelven)
- nemzetközi gazdaság és gazdálkodás (német nyelven)
- nemzetközi tanulmányok (német nyelven)
- összehasonlító állam- és jogtudományok (német nyelven)
- vezetés és szervezés (német nyelven)

Doktori iskola
Az egyetem doktori iskolája a „Közép-Európa jövője az Európai Unióban” programot kínálja hallgatóinak négy tudományterületen: politikatudományok, gazdaságtudományok, történelem és összehasonlító állam- és jogtudományok

## Az épület

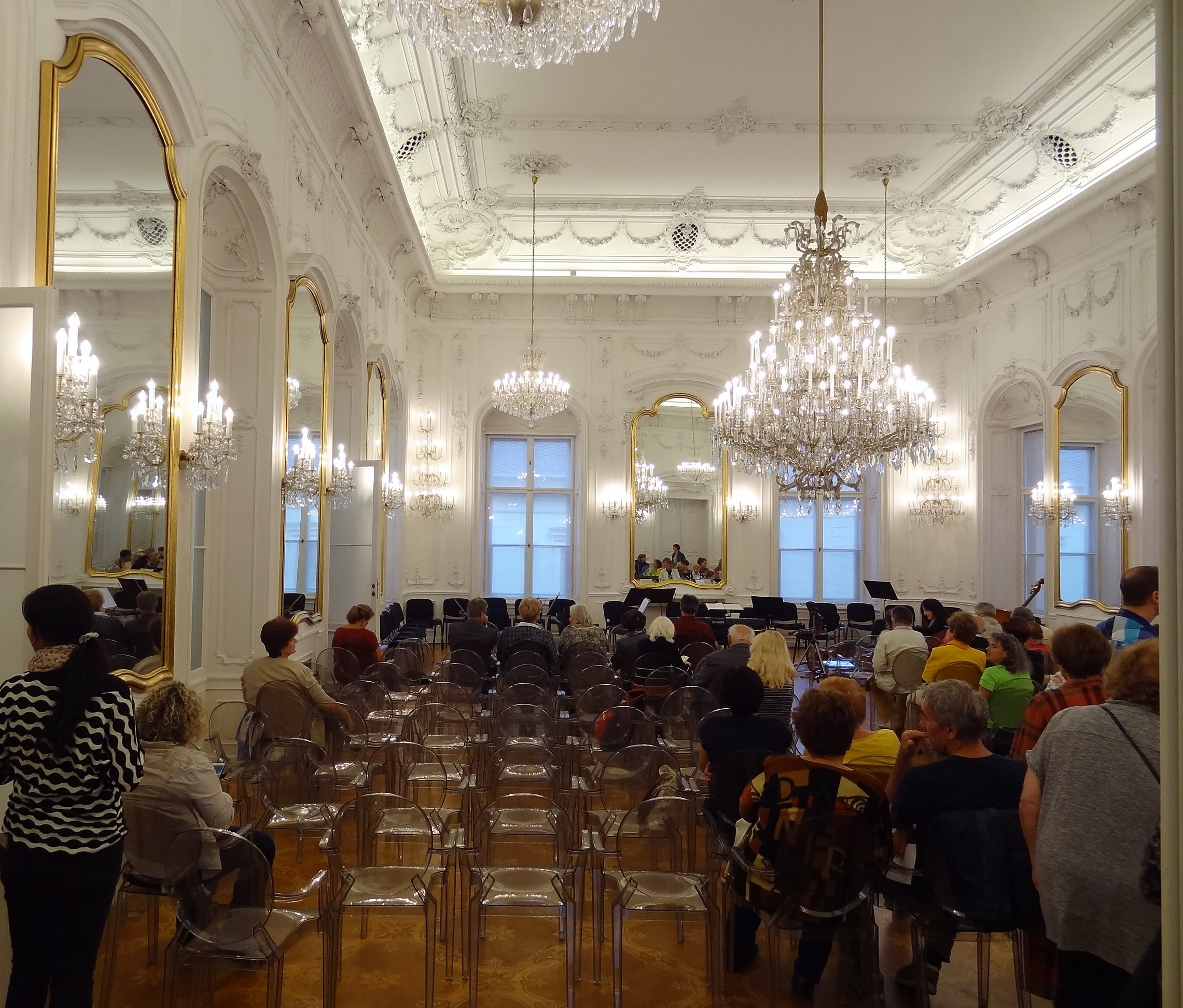
A palota tükörterme

Az egyetem székhelye a Festetics-palota a budapesti palotanegyed szívében fekszik a Nemzeti Múzeum és a Kálvin tér szomszédságában, a Pollack Mihály téren. Az épület 1862 és 1865 között épült Festetics II. György megbízására Ybl Miklós tervei szerint, s 1933-ig a család tulajdonában maradt, amikor is az állam vásárolta meg. A második világháborút követően több funkciót is betöltött. Itt székelt a Teleki Pál Történettudományi Intézet 1941-től, majd a Kelet-Európai Tudományos Intézet, az ELTE szociológiai intézete, de betöltötte már az Országos Széchényi Könyvtár raktárának szerepét is. Jelenleg az épületet ugyan elsősorban az egyetem használja, de dísztermei (Tükörterem, Andrássy-terem, Márványterem, Festetics-terem) nemcsak az intézmény díszelőadásainak adnak helyet, hanem más rendezvényeknek, hangversenyeknek, báloknak is. A helyiségeket az épület átadásának idején restaurálták. Neorokokó stukkói mind a mai napig megtekinthetőek.